# 羊飼い

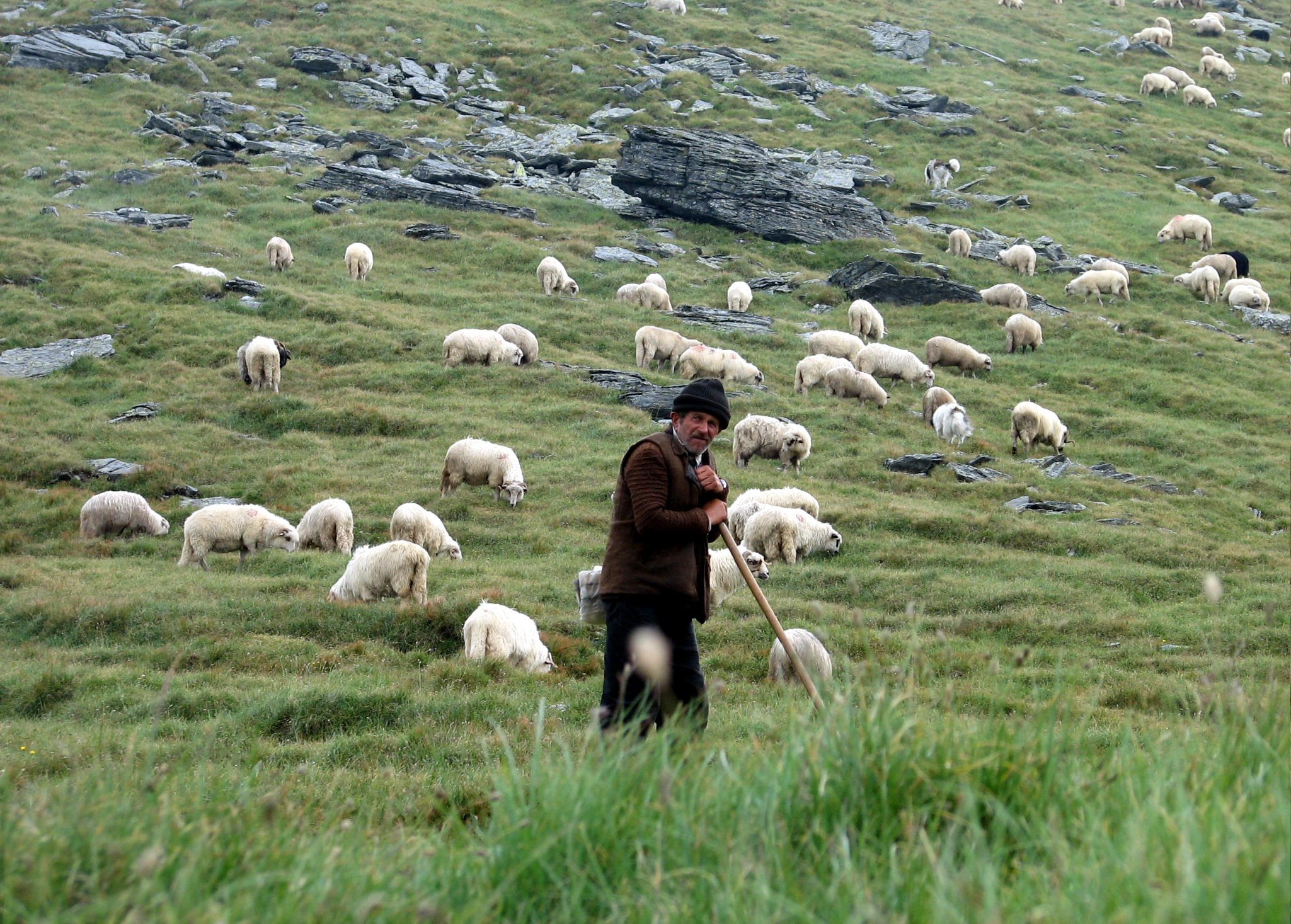
羊を放牧しているルーマニアの羊飼い

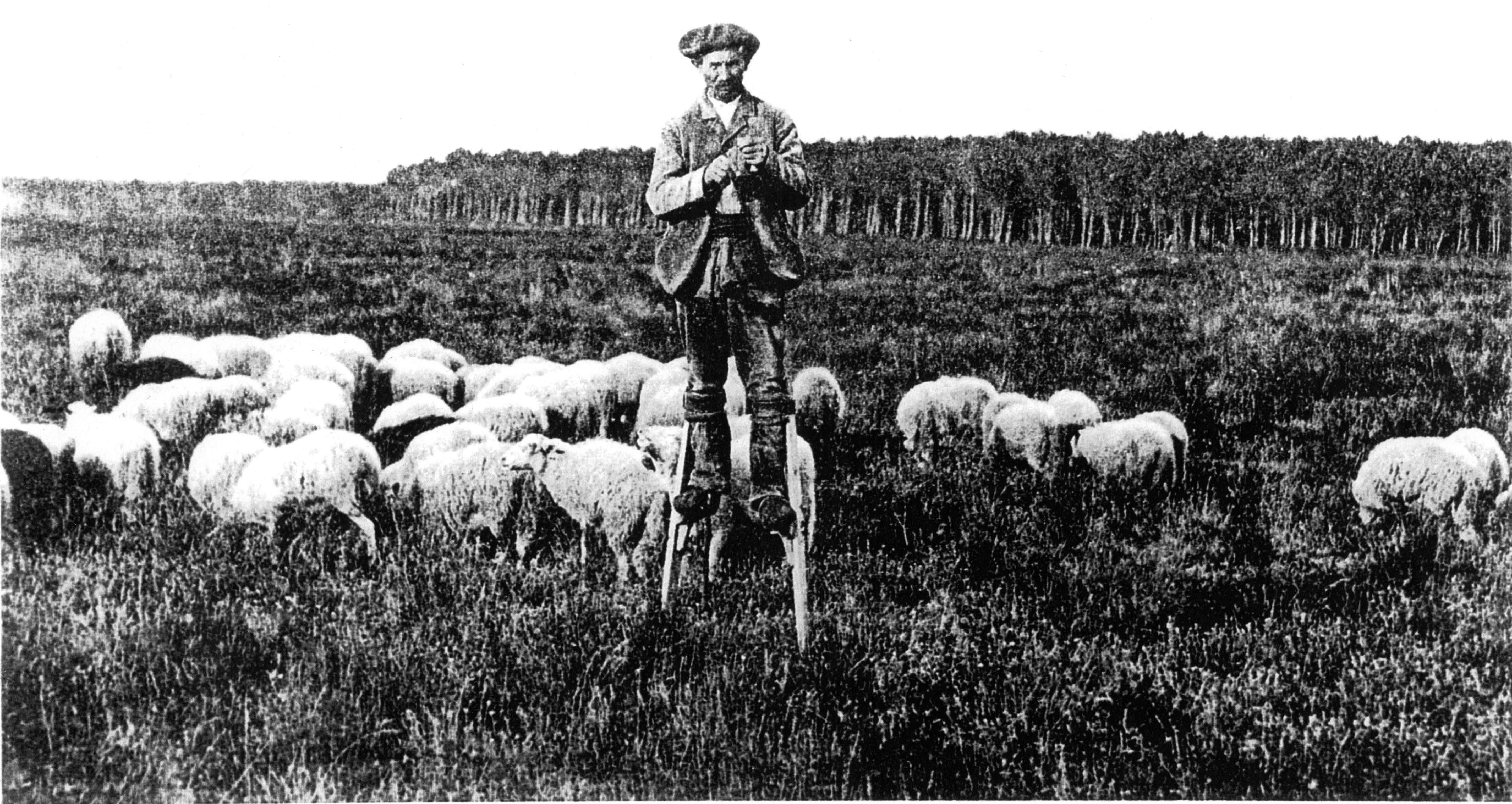
フランスのランド県で、竹馬にのる羊飼いBerger landais

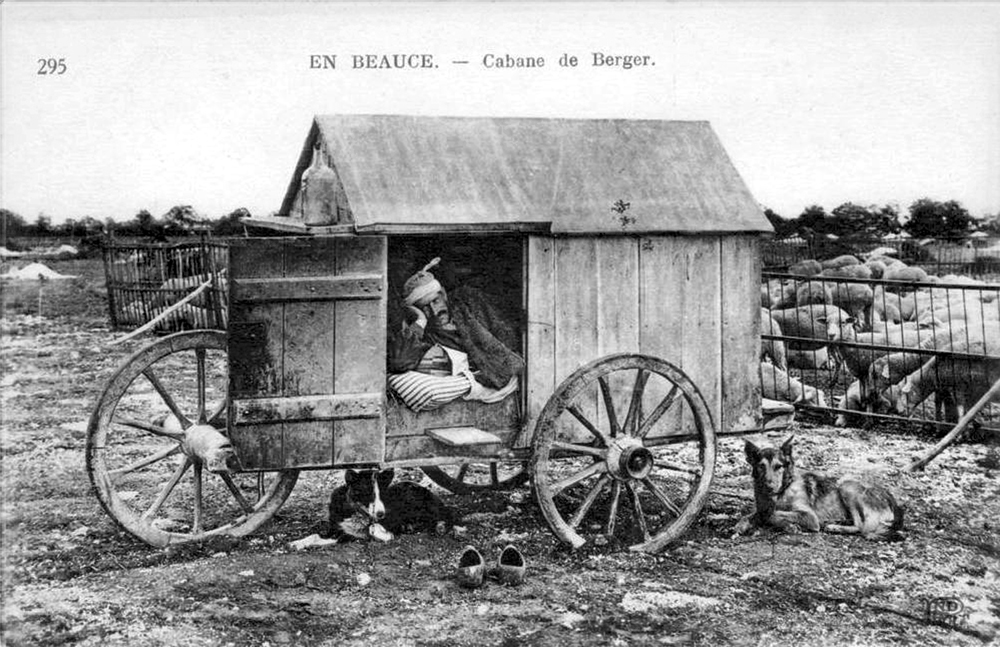
羊飼い用の移動式の小屋

羊飼い（ひつじかい、英: shepherd, sheepherder）とは、羊を保護し飼育し放牧する労働者である。英語のシェパード (shepherd) という言葉は「sheep herder（羊の牧畜民）」を縮めて作られたものであり、人類最古の職業と呼ばれる事もある。

## 起源
羊飼いという職業は最も古い職業の一つで、5,000年前のアナトリア半島が発祥である。 羊は乳・肉、そして羊毛を得るため飼育された。発祥から1,000年経過すると、羊飼いという職業はユーラシア全域に広がった。フランス人考古学者アンリ・フライシュは亜旧石器時代のレバノンベッカー高原における遊牧民の羊飼いが暫定的に最初の文化の一つと考えられるとしている。
少量の羊なら、豚や鶏などのように家畜として牧場で飼えるが、大量になると牧草地を渡り歩かなければいけなかった。そのため羊飼いの職務には肉食動物などから羊を保護し、羊毛を刈る時期には市場に移動させるなどの仕事がある。昔の羊飼いは乳を搾りチーズを製造した。それらの伝統は現在でも少数の羊飼いが引き継いでいる。
多くの社会では、羊飼いは経済にかかわる職で、農民とは異なり他人の羊の面倒を見て、しばしば賃金を得ていた。その一方、彼らは遊牧の為に社会から離れて住み、子供のいない独身男性の仕事とされた。新しい羊飼いは外部から募集する必要があった。ほとんどの場合は土地を引き継げなかった農民の子供たちであった。それ以外の社会では家族を持ち、難しくない仕事は児童や少年、または老人が請負った。そういった羊飼いは地元社会と共にあった。
羊飼いは通常グループで、一つの大きな群れを率いるか、もしくは各々が管理する群れを共同で管理するかしている。羊飼いは多くの場合、羊と一緒の小屋に住み、地域社会から食糧を得ていた。それ以外の羊飼いは、覆いがあるワゴンに住み群れと一緒に行動していた。
羊飼いは特定の地域で発展した。低地や川の渓谷では、羊を放牧するより穀物を育てた方が圧倒的に効率的であった。したがって、羊の飼育はそれ以外の山岳地域等に限定された。近代以前の羊飼いは、このような中東、ギリシャ、ピレネー山脈、カルパチア山脈、スコットランドなどの地域を中心に行われた。

## シェパーズ・クルーク

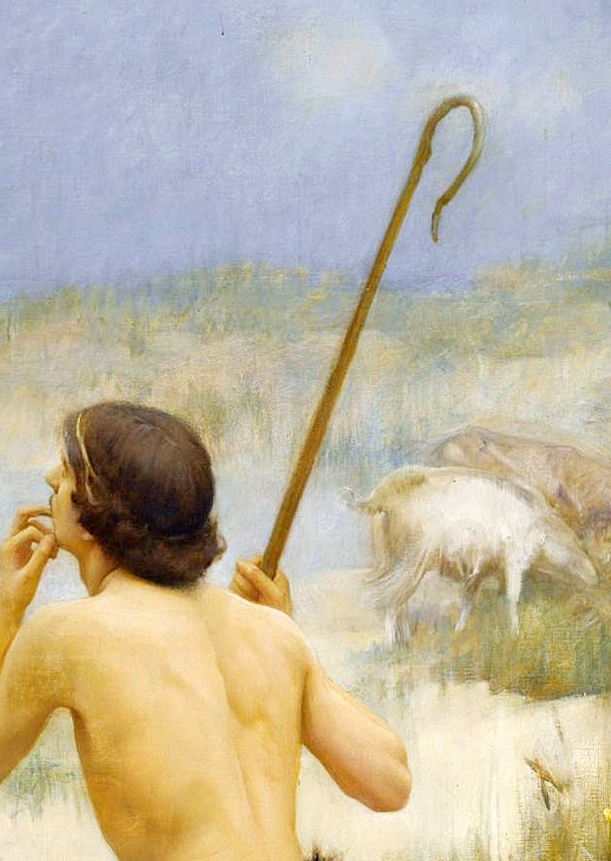
羊飼いの杖

羊は、家畜や農業には適していない山岳地帯などに生える丈夫な牧草を食べることができる。そのため、季節ごとに山岳ルートに沿って、ドロヴァーズロード（英語： drovers' roads、家畜追いの道）と言われる道が形成される。こういった山岳の道でバランスを取り、捕食動物から羊を守る武器として、危険な下草を調べるため、多目的にシェパーズ・クルーク（英語：Shepherd's Crook、羊飼いの杖）は使われる。
フックは落下した羊の首や足に引っ掛け、群れへの復帰を補助するために導入された。このような理由から、困難な状況にある信徒を助けるシンボルとして、ミトラ教父やキリスト教の司教が持つ司教杖に取り入れられている。
斧
東ヨーロッパでは、斧と組み合わせた羊飼いの斧が使用される。
スポーツ
棒高跳びの起源は、羊飼いが川や柵を超える際に杖を使ったのが始まりだとされる。急峻な地形を持つカナリア諸島では、槍のような杖を使用して移動したり昇り降りするサルト・デル・パストール（羊飼いのジャンプ）という伝統競技がある。

## 宗教

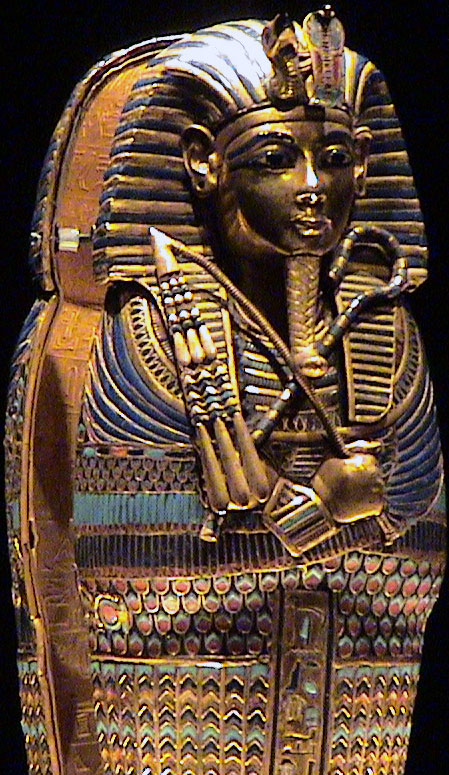
ツタンカーメンの棺が握るヘカと脱穀用の棹ネケク

エジプト神話に登場するオシリス神は、片手にヘカと呼ばれるシェパーズ・クルークを持つ。
キリスト教では、イエス・キリストを「善き羊飼い」、信徒を「ストレイシープ」と比喩する、シェパーズ・クルークをモチーフとした司教杖の存在など、羊飼いとの関わりが多い。
動植物についての知識が豊富であるため、ルーマニアの羊飼いなどは、治癒者、魔術師として尊敬を集めている。

## 芸術

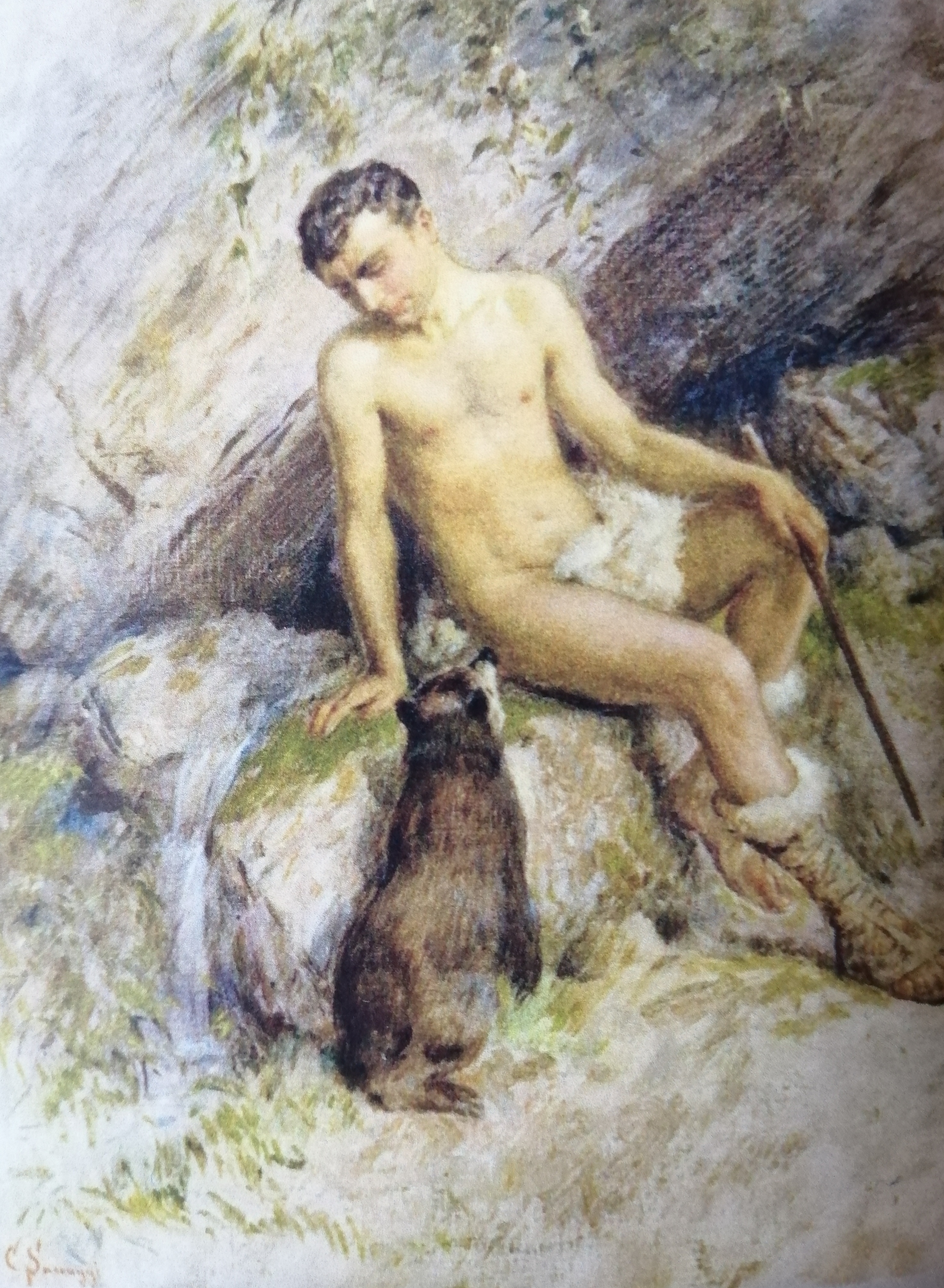
アルカディアの羊飼い、牧歌的な環境の羊飼い、トルトナのイタリアの画家チェザーレ・サッカッジの作品

俗世とかけ離れた牧歌的な環境で生きる羊飼いは、アルカディアの住人という理想像として頻繁に芸術のテーマとされる。羊飼いを「田舎」の象徴として理想化した『 パストラル 』（主に羊飼いを主題に置いた文学・美術・音楽・歌劇などの芸術作品群）というジャンルは、テオクリトスの『牧歌』から始まり数々の名作を作ることとなった。

## 有名な羊飼い
- アベル：旧約聖書『創世記』第4章に登場するアダムとイブの子
- モーセ：旧約聖書に登場する預言者
- ダビデ：旧約聖書に登場する古代イスラエルの王
- パリス：英雄叙事詩イーリアスに登場する英雄
- ロームルス：ローマの建国神話に登場する建国王
- ブクル：ブカレストの建設者[8]